# Fissidens termitarum
Fissidens termitarum là một loài Rêu trong họ Fissidentaceae. Loài này được (Herzog) Pursell mô tả khoa học đầu tiên năm 1979.